# 関牛乳
関牛乳株式会社（せきぎゅうにゅう）は、岐阜県関市に本社・工場を置く日本の飲料メーカーで、牛乳および乳製品の製造を行っている。

## 概要
関市、各務原市などの酪農家から集乳し、製造する牛乳は低温殺菌牛乳である。また、乳飲料、加工品を製造する。
店舗での販売の殆どは岐阜県内である。また、その殆どは関市及びその周辺のスーパーマーケット、コンビニエンスストア、道の駅、東海北陸自動車道のサービスエリア、ベーカリーショップなどである。他県では愛知県、静岡県、三重県、滋賀県の一部のスーパーマーケット、コンビニエンスストアなどでも販売されている。また、オンラインストアでの購入も可能である。
関市内での宅配、関市内の一部の小中学校への学校給食用の牛乳を手掛けている。

## 牛乳廃棄問題への対策
同社は牛乳廃棄問題に対して積極的に取り組んでいることで知られている。
2022年には、東京の広告会社ジオメトリー・オグルヴィ・ジャパンの提案をもとに、飲むと牛乳瓶に描かれた漫画が見える「ミルクコミック」を開発した。

## 製品

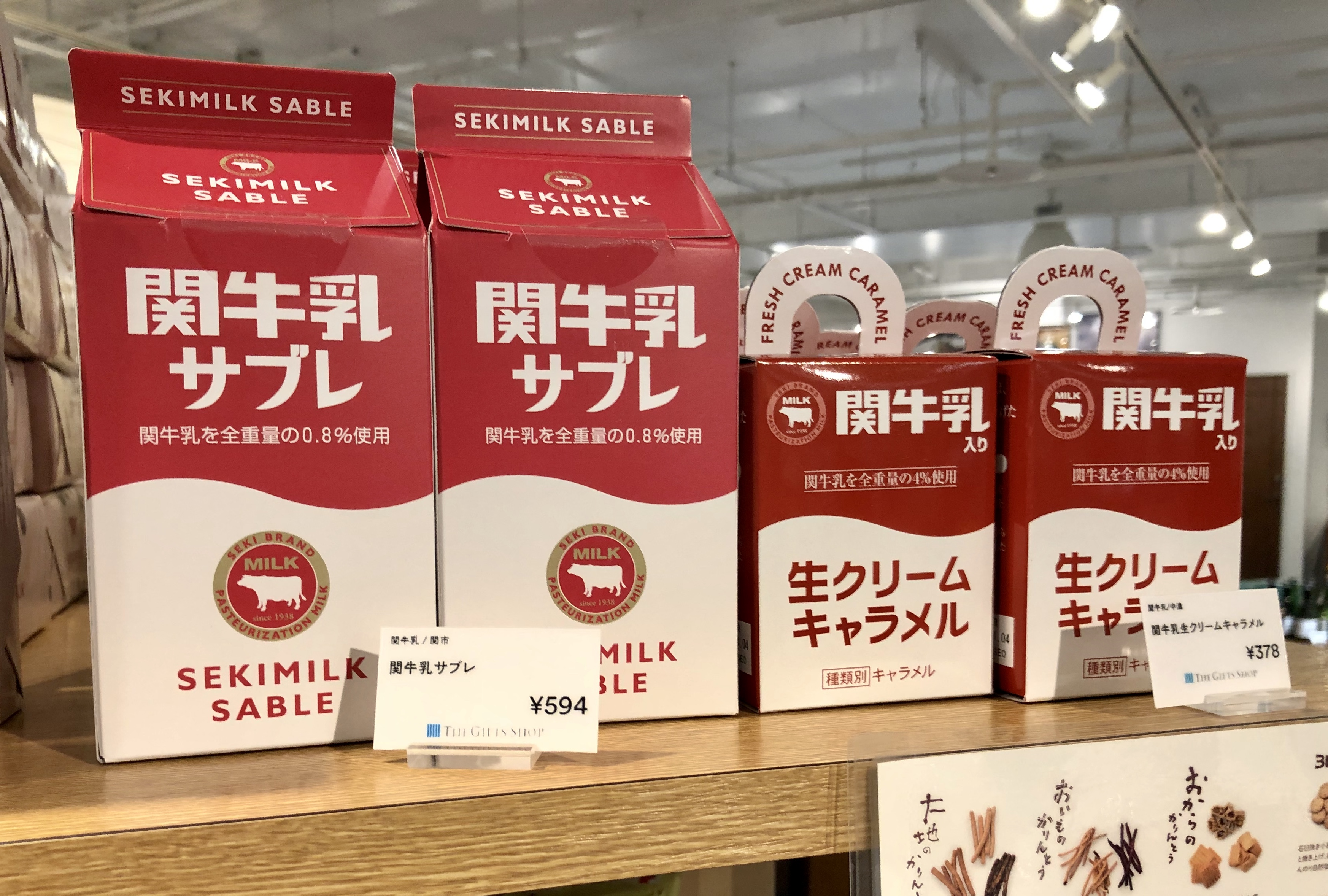
関牛乳の商品の一例（スイーツ）

牛乳
- 低温殺菌関牛乳　（紙パック）
- 低温殺菌関牛乳　（瓶）
- まきばの贈りもの
- ミルクコミック

乳飲料
- 関珈琲　（紙パック）
- 関珈琲　（瓶）
- 関フルーツ　（紙パック）
- 関フルーツ　（瓶）
- 関オレ　（紙パック）

清涼飲料水
- ビタヨーグル　（紙パック）
- ビタヨーグル　（瓶）

スイーツ製品
- 関牛乳入り生クリームキャラメル
- 関牛乳サブレ
- 手作りミルクジャム
- 関珈琲ベイクドクッキー
- 関牛乳フロランタン
- 関牛乳アイス
- 関珈琲アイス
- 関フルーツアイス

## 沿革
- 1938年（昭和13年） - 関市観音前に吉田牧場を開業。
- 1950年（昭和25年）5月 - 関牛乳株式会社として創立。
- 1955年（昭和30年） - 低温殺菌牛乳の製造開始。
- 1970年（昭和45年） - 新工場完成。
- 1975年（昭和50年） - 乳製品の製造開始。
- 1987年（昭和62年） - 新社屋完成。